# Koreagate
Koreagate war ein US-amerikanischer politischer Skandal im Jahr 1976, bei der südkoreanische Politiker Einfluss auf Mitglieder des Kongresses gewinnen wollten. Ein unmittelbares Ziel der Einflussnahme war die Rücknahme von Präsident Richard Nixons Entscheidung, Truppen aus Südkorea abzuziehen. An dem Skandal war der südkoreanische Geheimdienst KCIA (heute NIS) beteiligt, der angeblich Schmiergelder und Gefälligkeiten über den südkoreanischen Geschäftsmann Tongsun Park zahlte, um sich Vorteile und Einfluss auf Entscheidungen des Kongresses für südkoreanische Ziele zu verschaffen. 115 Mitglieder des Kongresses waren angeblich beteiligt. Es wurde auch viel über die Beteiligung von Sun Myung Moon, dem früheren KCIA-Direktor Kim Hyung Wook und des früheren Premierministers Chung Il-kwon spekuliert.

## Beteiligte Personen
Tongsun Park und Richard T. Hanna waren die beiden Hauptakteure im Koreagate-Skandal. Angeblich gab es eine Vereinbarung, Provisionen für den Verkauf von amerikanischem Reis nach Südkorea zu nutzen, um für Seoul günstige Entscheidungen im Kongress zu bewirken.
Hanna war auch dafür verantwortlich, um Chung Il-kwon und Park effektive Lobbying-Techniken zu vermitteln. Park war verantwortlich für die Bereitstellung spezieller finanzieller Anreize für Hanna und die Mitglieder des Kongresses. Diese finanziellen Anreize betrugen mutmaßlich zwischen US$100.000 und $200.000.

## Ziele
Die koreanische Führung war verärgert über den Beschluss von Präsident Nixon, Truppen aus Südkorea abzuziehen und versuchte, die militärische Präsenz der USA zu bewahren. Weiterhin war die Regierung daran interessiert, dass die USA Korea bei der Modernisierung der Armee unterstützten. Auch sollte mit der Einflussnahme die Kritik an den Menschenrechtsverletzungen der Regierung unterdrückt werden.

## Konsequenzen
Das US-Außenministerium erkannte die illegalen Aspekte von Parks Aktionen und informierte 1970 die koreanische Botschaft in Washington, dass solche Aktivitäten die Beziehungen belasten würden. Der frühere Botschafter der Vereinigten Staaten in Seoul, William J. Porter, versuchte ohne Erfolg, Präsident Park und Chung Il-kwon davon zu überzeugen, dass Tongsun Park nach Korea zurückkehren sollte. Später nannte Porter die Reaktion der USA zu vorsichtig, weil diese Südkorea auf Grund der Unterstützung im Vietnamkrieg nicht anprangern wollten. Sein Nachfolger, Philip Habib, verfolgte Tongsum Park nachdrücklicher. Habib versuchte auch ohne Erfolg, Park davon zu überzeugen, sich als Lobbyist für Südkorea registrieren zu lassen. Als Antwort auf seine erfolglosen Bemühungen wies er alle Botschaftsangehörigen an, die Verbindungen zu Park ruhen zu lassen und warnte auch verschiedene Kongressabgeordnete vor ihrem illegalen Verhalten. Der frühere Generalstaatsanwalt William B. Saxbe warnte allerdings Park vor diesen Aktionen und der daraus sich möglicherweise ergebenen Strafverfolgung. Kurz danach akzeptierte Habib ein Jobangebot, und die Angelegenheit um Park wurde zunächst nicht weiter verfolgt.

## Diplomatische Beziehungen
Die politischen Beziehungen zwischen den Vereinigten Staaten und Südkorea gerieten durch den Skandal ins Wanken. Die Verstimmungen wurden durch Uneinigkeit bezüglich des weiteren Vorgehen vertieft.
Die Vereinigten Staaten schufen eine gesetzliche Grundlage und erwarteten von Südkorea Kooperationsbereitschaft in den laufenden Untersuchungen. Auf südkoreanischer Seite wurde die Meinung vertreten, dass die ganze Geschichte nur durch amerikanische Medien aufgeputscht würde. Auch wurden Anti-Park-Verschwörungen vermutet.
Politische Experten kamen zu der Überzeugung, dass der Skandal dazu benutzt wurde, um die Verfehlungen Nixons in der Watergate-Affäre mit den Fehltritten von demokratischen Kongressabgeordneten im Koreagate Skandal aufzurechnen.

## Ergebnis
Tongsum Park wurde schließlich zu einer Anhörung eingeladen und sagte 1978 öffentlich aus. Während der Anhörung gab Park zu, an 30 Mitglieder des Kongresses Gelder verteilt zu haben. Schließlich wurden zehn Mitglieder als Hauptverantwortliche ausgemacht, von denen die Meisten sofort zurücktraten. Park wurde volle Immunität garantiert. Die Kongressabgeordneten Edward R. Roybal, Charles H. Wilson und John J. McFall wurden öffentlich getadelt. Edward J. Patten wurde nicht schuldig befunden und Otto E. Passman wurde wegen gesundheitlicher Bedenken nicht belangt. Richard Hanna wurde zu 30 Monaten Gefängnis verurteilt. Viele Experten hielten die Aufarbeitung des Skandals für zu schwach und nachgiebig. Diese Analyse wurde bestätigt, als Park im Jahr 2005 in den Skandal um das Öl-für-Lebensmittel-Programm verwickelt wurde.

## Bibliographie
- Robert B. Boettcher: Gifts of Deceit : Sun Myung Moon, Tongsun Park, and the Korean Scandal. Holt, Rinehart and Winston, New York 1980, ISBN 0-03-044576-0 (englisch).
- Michael Dobbs: The Washington Post : Koreagate Figure Tied To Oil-For-Food Scandal. Washington D.C 15. April 2005 (englisch).
- Chae. Jin-Lee: A Trouble Peace : U.S Policy And The Two Koreas. Johns Hopkins University Press, Baltimore 2006, ISBN 0-8018-8330-X (englisch).
- Todd S. Purdum: The New York Times : Accusation Against Lobbyist Echo Charges in 70's Scandal. The New York Times Company, New York 15. April 2005 (englisch).
- Time Magazine : Koreagate on Capitol Hill? Time in Partnership with CNN, New York 29. November 1976 (englisch).